# Getting Up Made Easy
Getting Up Made Easy è un cortometraggio muto del 1903 diretto da Percy Stow.

## Trama
Un uomo si veste senza mai toccare i suoi vestiti.

## Produzione
Il film fu prodotto dalla Hepworth.

## Distribuzione
Distribuito dalla Hepworth, il film - un cortometraggio della lunghezza di 32,4 metri - uscì nelle sale cinematografiche britanniche nel gennaio 1903.
Si pensa che sia andato distrutto nel 1924 insieme a gran parte degli altri film della Hepworth. Il produttore, in gravissime difficoltà finanziarie, pensò in questo modo di poter almeno recuperare l'argento dal nitrato delle pellicole.